# يان بوس
يان بوس (29 مارس 1975) هو دراج سباقات هولندي ومتزلج متخصص في التزلج السريع على المسار طويل. في أواخر التسعينات كان بطل العالم في التزلج السريع وقد نافس في دورة الألعاب الأولمبية الشتوية 1998 ودورة الألعاب الأولمبية الشتوية 2002.

## روابط خارجية
- يان بوس على موقع أرشيف الدراجات (الإنجليزية)
- يان بوس على موقع إحصائيات الدراجات الإحترافية (الإنجليزية)
- يان بوس على موقع SpeedSkatingBase.eu (الإنجليزية)
- يان بوس على موقع SpeedSkatingNews.info (الإنجليزية)
- يان بوس على موقع SpeedSkatingStats.com (الإنجليزية)
- يان بوس على موقع اللجنة الأولمبية الدولية (الإنجليزية)
- يان بوس على موقع أوليمبيديا (الإنجليزية)